# 雷奥普拉塔诺生物圈保留地
雷奥普拉塔诺生物圈保留地（又译作普拉塔诺河生物圈保护区）是洪都拉斯加勒比海岸的一个保护区，面积5,250 km²，全区大致沿普拉塔诺河分布。雷奥普拉塔诺生物圈保留地有许多濒临灭绝的物种，1982年列入联合国教科文组织世界遗产名录，后两次列入濒危世界遗产名录。保护区是山区和低地组成的热带雨林，动植物超过2000种。本区也是从墨西哥向南至中美洲的中美洲生物走廊的一部分。